# Jim Rhodes

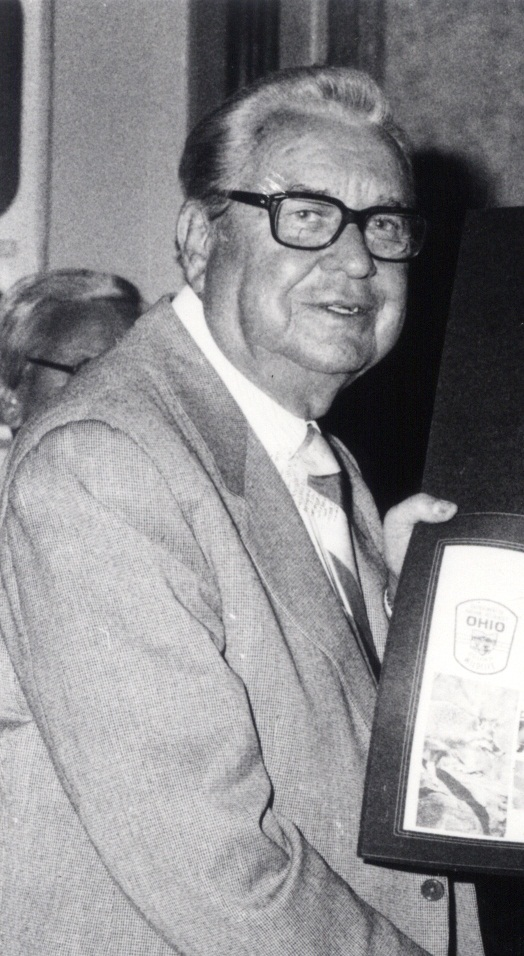
Jim Rhodes 1981

James Allen "Jim" Rhodes, född 13 september 1909 i Jackson County, Ohio, död 4 mars 2001 i Columbus, Ohio, var en amerikansk republikansk politiker. Han var guvernör i delstaten Ohio 1963-1971 och 1975-1983. Han var den långvarigaste guvernören i Ohios historia. Han skickade 1970 nationalgardet till Kent State University. Fyra av studenterna som protesterade mot USA:s angrepp på Kambodja blev ihjälskjutna av Ohios nationalgarde.
Fadern dog när Rhodes var åtta år gammal. Han studerade vid Ohio State University men var tvungen att avbryta studierna på grund av ekonomiska orsaker och öppnade en restaurang nära universitetets campus.
Rhodes var borgmästare i Columbus 1944-1952. Han besegrade ämbetsinnehavaren Michael DiSalle i guvernörsvalet 1962. Rhodes omvaldes 1966. Han deltog i republikanernas primärval inför presidentvalen 1964 och 1968. Han förlorade sedan i republikanernas primärval inför senatsvalet 1970 mot Robert Taft Jr. Primärvalet hölls bara ett par dagar efter händelserna vid Kent State University.
Rhodes besegrade ämbetsinnehavaren John J. Gilligan i guvernörsvalet 1974. Ohios högsta domstol avgjorde att Rhodes fick kandidera i valet trots att han redan hade suttit två fyraåriga mandatperioder som guvernör i och med att han inte längre var i ämbetet. Han besegrade sedan Dick Celeste i guvernörsvalet 1978 men fick inte kandidera fyra år senare. Han efterträddes 1983 som guvernör av Celeste. Rhodes utmanade ännu Celeste utan framgång i guvernörsvalet 1986.
Rhodes var presbyterian av walesisk härkomst. Hans grav finns på Green Lawn Cemetery i Columbus, Ohio.